# 物質移動合意書
物質移動合意書（ぶっしついどうごういしょ、Material Transfer Agreement、MTA）とは、研究機関間で研究材料となる物質の移転（貸借、分譲、譲渡など）を行う際に、機関間で取り交わされる契約のこと。物質自体の扱いに関する条項の他、研究の成果として得られた論文や知的財産権の取扱い及び帰属などが定められる。例えば生物学・医学の分野においては、マウスなどの実験動物、遺伝子、培養細胞（細胞株）など様々な対象の移転に際して契約が交わされる。